# 北京花楸
北京花楸（学名：Sorbus discolor）是蔷薇科花楸属的植物，其种加词“discolor ”意为“异色的”。中国特有植物。分布在中国大陆的内蒙古、山西、河南、甘肃、山东、河北等地，生长于海拔1,500米至2,500米的地区，见于山地阳坡阔叶混交林中，目前尚未由人工引种栽培。

## 别名
黄果臭山槐、白果臭山槐（河北土名），白果花楸（经济植物手册），北平花楸树（中国树木分类学），红叶花楸（河北习见树木图说）

## 异名
- Pyrus discolor Maxim.
- Pyrus pekinensis (Koehne) Cardot
- Sorbus discolor (Maxim.) E.Goeze
- Sorbus discolor (Maxim.) Hedl.
- Sorbus discolor Maxim.
- Sorbus peckinensis Koehne
- Sorbus pekinensis Koehne